# Strandberg från Näs socken
Srandberg är en släkt som härstammar från Olof Olofsson (d y), 1635–1690, som kom från gården Oldberg i Näs socken i Jämtland men var kopparslagare i Falun. Hans föräldrar var Olof Olofsson (d ä), född i Hudiksvall omkring 1600, och Brita Persdotter av släkten Skancke. En annan av deras söner blev stamfar för släkten Oldberg. 
Olof Olofsson den yngres bägge efterlämnade söner tog namnet Strandberg efter sin styvfar, kopparslagaren Anders Johansson Strandberg i Falun. Alla[källa behövs] nutida bärare av släktnamnet härstammar från den ene sonen, Olof Strandberg, 1688–1727, som blev  kronobefallningsman i Selebo härad i Södermanland och var gift med Vivika Sparrman. En gren av deras ättlingar, vilka genom ingifte blev släkt med Buhrman från Stockholm och släkten Carelius – genom en brorsdotter till Olaus Petri Carelius – har varit och är fortfarande verksamma inom den svenska scenkonsten.
Till nämnda släktgren hör operasångaren Olof Strandberg, som med sin första hustru, skådespelerskan Aurora Strandberg, hade en son som var gift med operasångerskan Wilhelmina Strandberg. Med sin andra hustru, operasångerskan Charlotte Strandberg, hade Olof Strandberg dottern Anna Maria Strandberg och sonen Per Maximilian "Max" Strandberg, operasångare och kormästare. Dennes son var operasångaren Olle Strandberg som i sin tur blev farfar till skådespelerskorna Evabritt Strandberg och Charlott Strandberg. 
Operasångaren Olof Strandbergs bror var redaktören för Post och Inrikes Tidningar författaren C.V.A. Strandberg, idag mest känd som textförfattare till Kungssången. Brödernas kusin, justitierådet och ledamoten av Svenska Akademien Carl Gustaf Strandberg, var far till författaren Hilma Angered Strandberg och hovrättsrådet Axel Strandberg samt farfar till justitierådet Tore Strandberg. En son till den sistnämnde var domprosten i Strängnäs Carl Strandberg, docent i  praktisk teologi med kyrkorätt och känd som expert inom svensk kyrkorätt.
En annan författare, Olle Strandberg, var sonson till en syssling till Olof, C.V.A. och Carl Gustaf Strandberg, bankiren Georg Strandberg. Dennes son och författarens fader, James Strandberg, var professor i medicin.

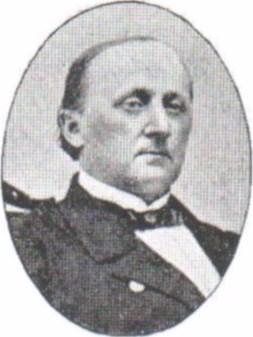
Sångaren Olof Strandberg (1816–1882)
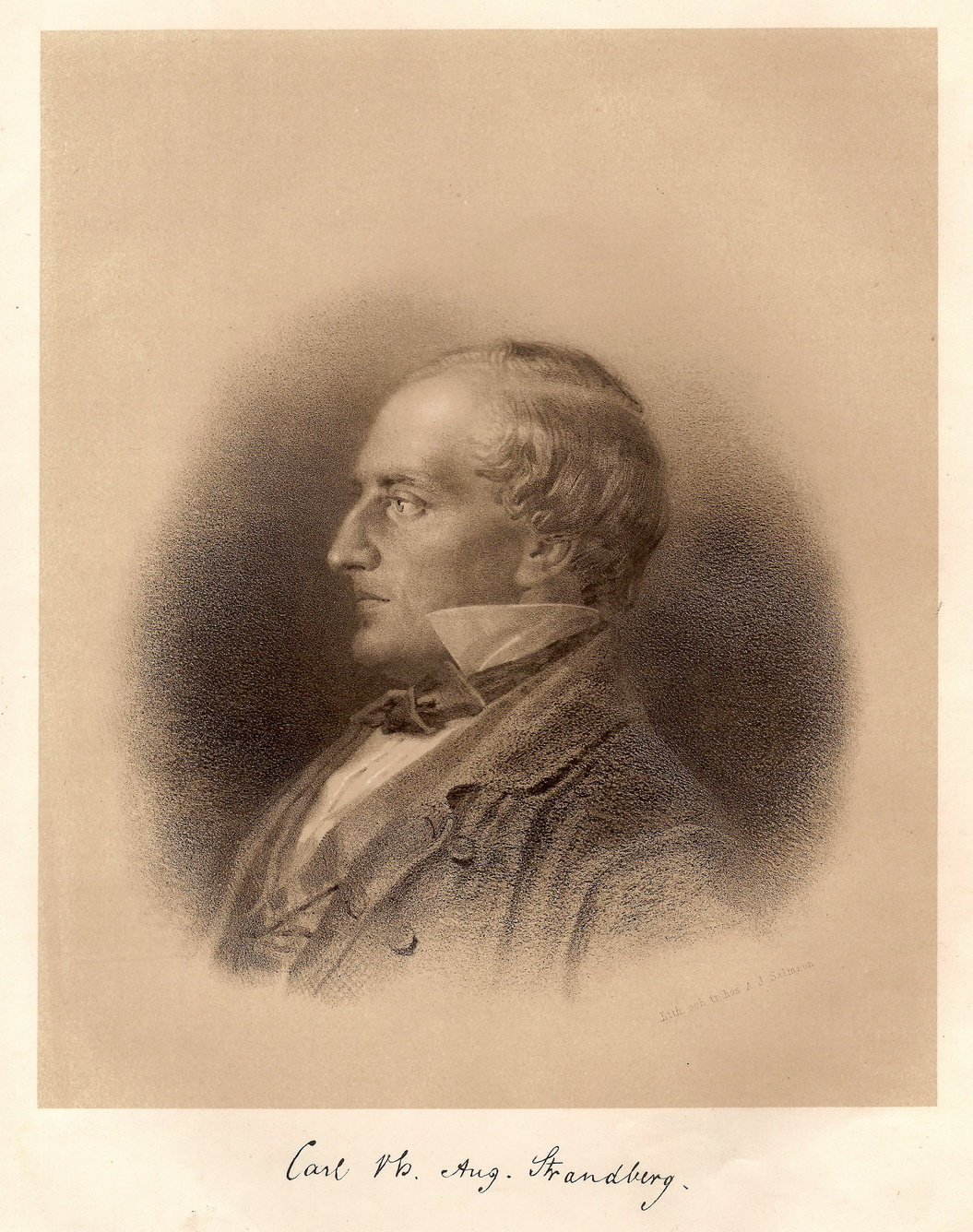
C.V.A. Strandberg
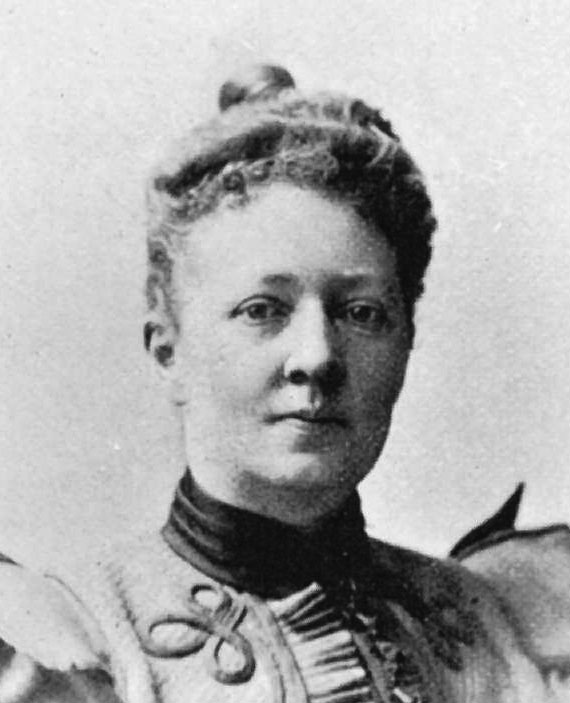
Hilma Angered Strandberg
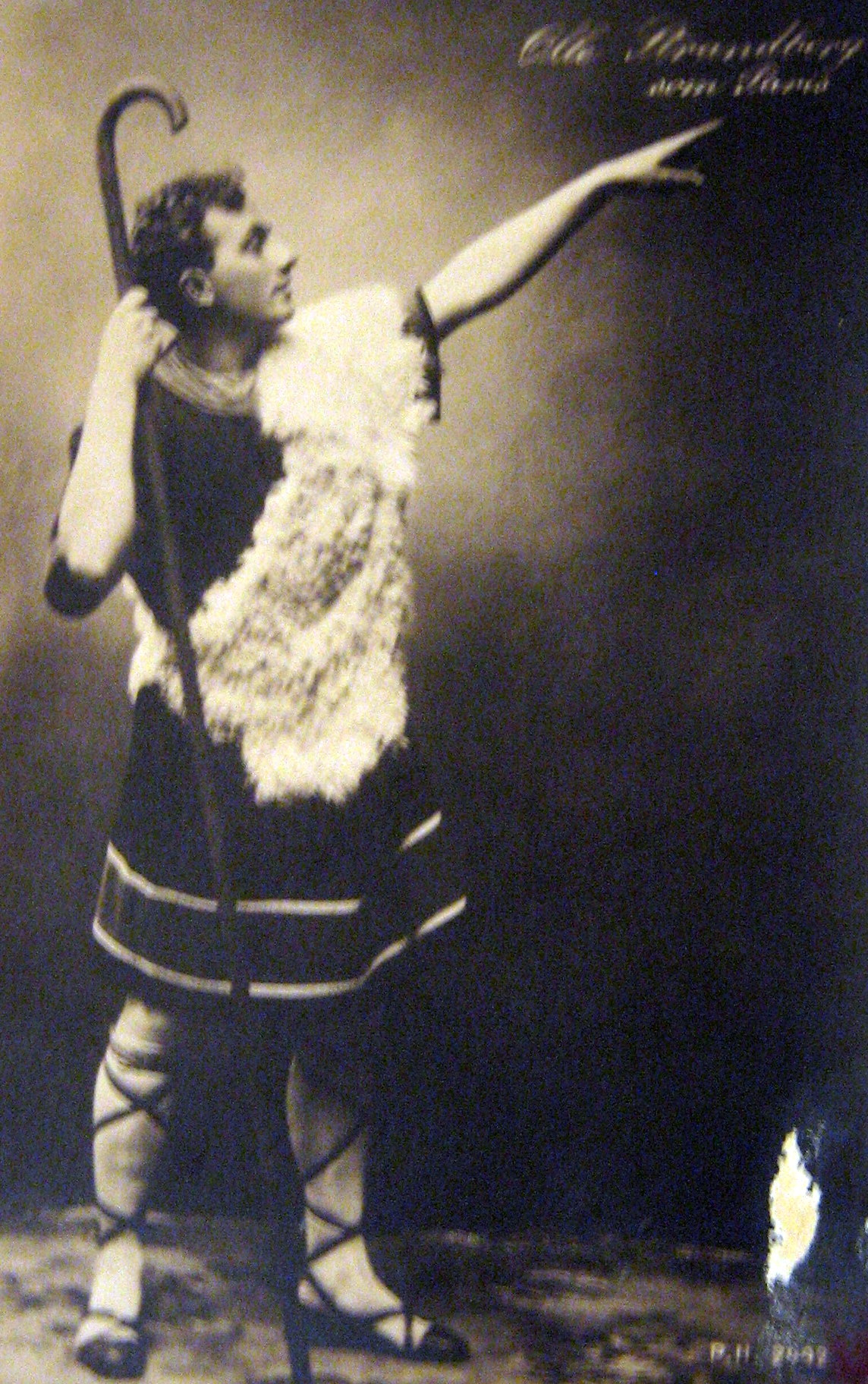
Sångaren Olle Strandberg (1886–1971)